# Классика Падуи
Классика Падуи (итал. Classica Citta' di Padova) — шоссейная однодневная велогонка,  проходившая по территории Италии с 2008 по 2013 год.

## История
Гонка была создана в 2008 году и изначально проводилась в рамках национального календаря. В 2010 не проводилась. А в 2012 году вошла в Женский мировой шоссейный календарь UCI в котором была проведена два раза. После этого больше не проводилась.
Маршрут гонки проходил в городе Падуя области Венеция и состоял из двух разных кругов. Сначала следовал большой круг протяжённость около 25 км, а затем малый круг протяжённость чуть больше 10 км который преодолевали почти 10 раз. Общая протяжённость дистанции была в районе 120 км.

## Призёры
| Год  | Победитель         | Второй               | Третий               |
| ---- | ------------------ | -------------------- | -------------------- |
| 2008 | Аннализа Кучинотта | Раса Лелейвите       | Ваня Росси           |
| 2009 | Мония Баккаилле    | Кирсти Брун          | Алессандра Д'Этторре |
| 2010 | Ноэми Кантеле      | Валентина Скандолара | Элисон Тестроте      |
| 2012 | Кармен Смолл       | Симона Фраппорти     | Мония Баккаилле      |
| 2013 | Джорджа Бронцини   | Трикси Воррак        | Марта Тальяферро     |